# Stewartsville (Missouri)
Breckenridge – miasto w Stanach Zjednoczonych, w stanie Missouri, w hrabstwie DeKalb.